# 滋賀県道9号大河原北土山線
滋賀県道9号大河原北土山線（しがけんどう9ごうおおかわらきたつちやません）は、滋賀県甲賀市を通る主要地方道（滋賀県道）である。

## 概要
滋賀県甲賀市土山町大河原の国道477号交点を起点に甲賀市土山町北土山の国道1号交点に至る11.8 kmの路線で、野洲川ダムがある大河原から、野洲川に沿って旧土山町の中心部に至る。鈴鹿スカイラインを結ぶ路線で、全線2車線の快走路である。

### 路線データ
- 起点：甲賀市土山町大河原（国道477号交点）
- 終点：甲賀市土山町北土山（国道1号交点）

## 歴史
かつては、現行の路線の起点部から鈴鹿スカイラインを経由して三重県四日市市に延長していた「四日市土山線」であった。
- 1958年（昭和33年）7月26日：滋賀県道185号猪鼻日野線、186号鮎川南土山線が認定[1]。
- 1961年（昭和36年）
  - 10月1日：三重県道561号湯の山線の区間を踏襲して、三重県道117号菰野土山線が認定される[2][3]。
  - 10月4日：185号、186号を廃止となり[4]、滋賀県道505号菰野土山線、506号大河原日野線[注釈 1]が認定される[5]。
- 1964年（昭和39年）12月28日 - 建設省（現・国土交通省）が主要地方道四日市土山線を指定。
- 1965年（昭和40年）8月27日 - 三重県が県道11号四日市菰野線と県道117号菰野土山線を廃止し、県道9号四日市土山線を認定。
- 1966年（昭和41年）3月22日：505号、186号が主要地方道に昇格し、滋賀県道338号四日市土山線[注釈 2]が認定される[6][7]。
- 1972年（昭和47年）11月12日：四日市土山線の区間内にある鈴鹿スカイラインの開通[8]。
- 1981年（昭和56年）
  - 7月31日：土山町瀬音 - 同町平子（いずれも当時）の道路改良（バイパス・現道改良）が竣工し、1605 mが供用開始。
  - 10月31日：土山町鮎河の1264 mでバイパスの供用開始[9]。
- 1986年（昭和61年）8月18日：青土ダムの建設に伴い、土山町鮎河 - 同町青土（いずれも当時）で新道1750 mがの供用開始[10]。
- 1988年（昭和63年）8月28日：青土ダムで水没する区間の4378 mの付替工事が完了し、青土ダムの天端を通過する路線が完成する[11]。
- 1990年（平成2年）9月17日：路線番号を338から三重県側に合わせ9に変更[12]。
- 1992年（平成4年）4月3日：四日市土山線の土山町大河原（当時）以東の区間が一般国道477号（三重県四日市市～大阪府池田市）に指定される[13]。
- 1993年（平成5年）
  - 4月1日 - 一般国道477号に編入された区間を短縮した滋賀県道9号大河原北土山線を認定[14][注釈 3]。
  - 5月11日 - 建設省から、県道大河原北土山線が大河原北土山線として主要地方道に指定される[15]。
  - 5月14日：三重県道・滋賀県道9号四日市土山線の廃止[16][17]。三重県道9号は翌1994年（平成6年）4月から四日市員弁線へ転用。

### 青土ダムの建設
青土ダムの建設により土山町鮎川から土山町北土山まで区間で改良工事が行われている。
残土を搬出する道路となる鮎川地先では人家連坦部や4.5トンの重量制限がある防前橋を回避するため723 mの区間で幅員7.0 mの道路とするため道路付替工事（バイパス工事）が行われた。ダムの上流側は水没する旧道の代替として幅員7.0 mの道路建設が1975年（昭和50年）度から着手し、1987年（昭和62年）に完成した。ダム建設前はダム上流約350 mの位置で野洲川を渡る石神橋が設けられており、ダム建設後は経済性などを考えダムの天端を通過して野洲川を渡るルートとなる。輪荷重によるクラック発生や沈下による道路への悪影響を防止するため青土ダムのコア直上には道路を設けず、野洲川下流側に県道を通している。青土ダムから国道1号と接続する土山町北土山地先までは資機材の搬入ルートとなり、幅員3.0-4.0 mの未改良部や人家連坦部があるため1974年（昭和49年）度から道路改良工事に着手している。5工区に分割して工事が行われ、青土ダム本体の工事が本格化する1981年（昭和56年）度までに供用開始した。

## 地理

### 通過する自治体
- 甲賀市

### 交差する道路
- 国道477号（甲賀市土山町大河原、起点）
- 滋賀県道507号鮎河猪鼻線（甲賀市土山町鮎河）
- 国道1号・滋賀県道539号岩室北土山線（甲賀市土山町北土山・土山支所前交差点、終点）

### 沿線にある施設など

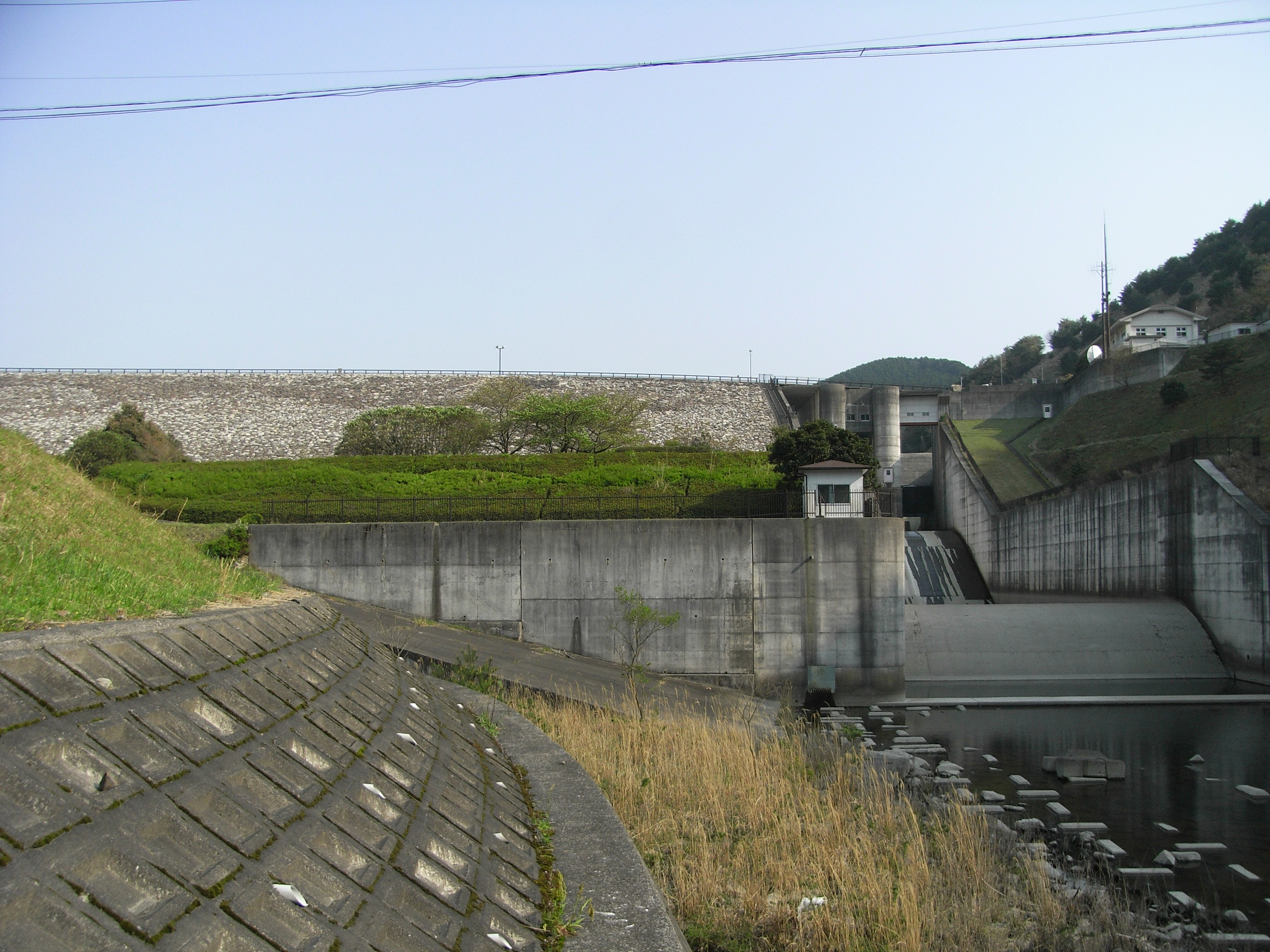
野洲川の多目的ダム・青土ダム。この上を路線が通る。

- 大河原温泉かもしか荘（旧国民宿舎）
- NTT西日本 滋賀支店鮎河別館
- 鮎河簡易郵便局
- 太平寺
- ブルーリバーパーク
- 青土ダムエコーバレイ
- 青土ダム
- 加茂神社
- 妙楽禅寺
- 天秀寺
- 宇父素嗚弥満神社
- あいの土山文化ホール
- 甲賀市土山図書館
- 甲賀市役所土山地域市民センター